# Marion Speer

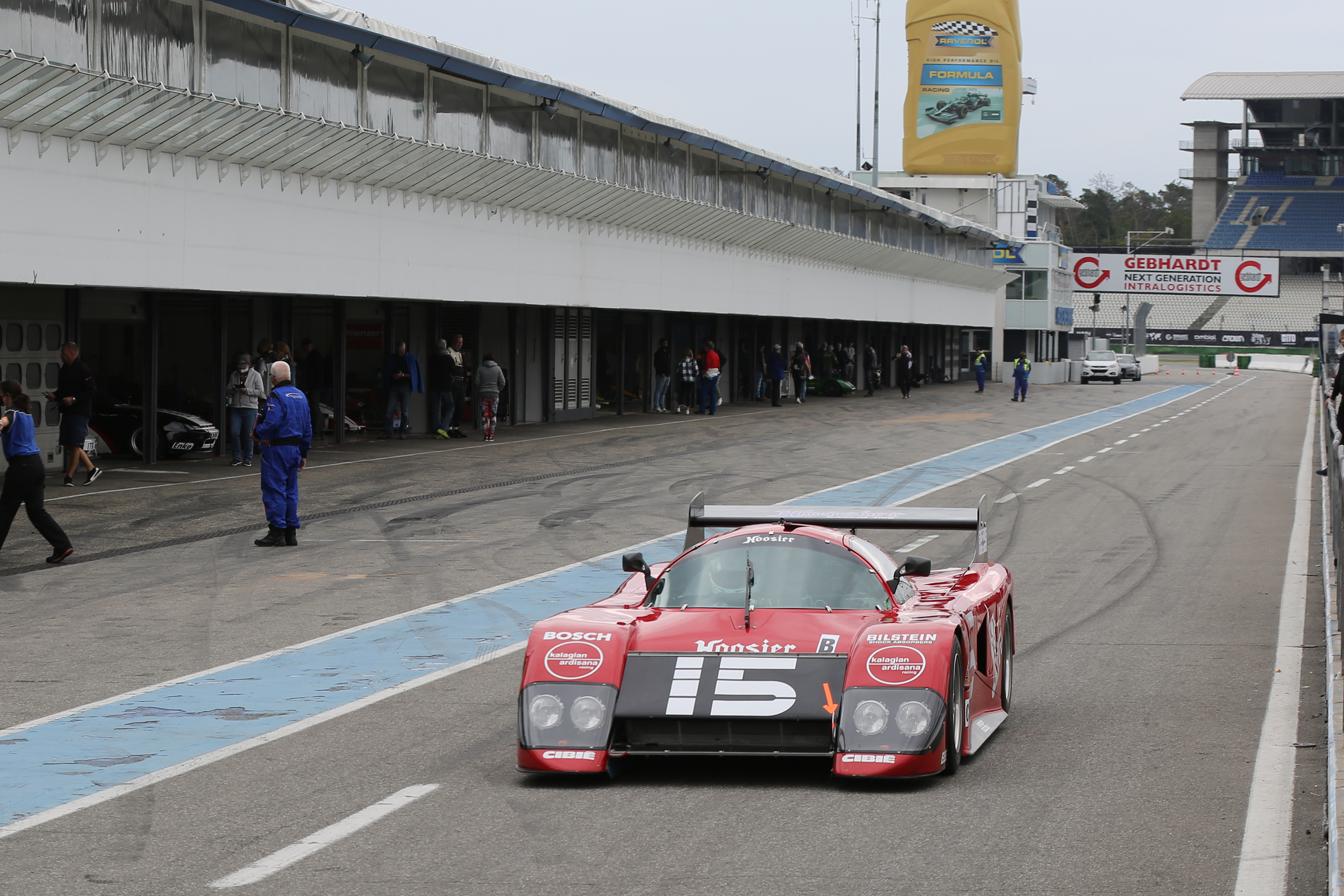
Der von Marion Speer gefahrene March 84G

Marion Leon „Mel“ Speer (* 19. Juni 1945 in Tarrant) ist ein ehemaliger US-amerikanischer Autorennfahrer.

## Karriere im Motorsport
Marion Speer bestritt in den 1970er- und 1980er-Jahren Sportwagenrennen und fuhr dabei fast ausschließlich in Nordamerika. Dort vor allem in der IMSA-GT-Serie und ab 1981 in der IMSA-GTP-Serie. Da einige Rennen der IMSA-GTP-Serie auch zur Sportwagen-Weltmeisterschaft zählten, ging er auch in dieser Rennserie an den Start. Das erste nennenswerte Ergebnis erzielte er beim 12-Stunden-Rennen von Sebring 1977, das er als 14. der Gesamtwertung beendete.
Ihre besten Saisons fuhr er Anfang der 1980er-Jahre, 1981, 1982 und 1983. 1981 wurde er beim zur Sportwagen-Weltmeisterschaft zählenden 6-Stunden-Rennen von Daytona Fünfte und belegte 1982 sowohl beim 12-Stunden-Rennen von Sebring als auch beim 6-Stunden-Rennen von Riverside den dritten Rang in der Endwertung.
Seine beste Platzierung im internationalen Motorsport schaffte Speer im Juli 1982 mit dem zweiten Platz beim 250-Meilen-Rennen von Daytona mit Partner Terry Wolters auf einem Porsche 935JLP-2. Ein Sieg bei einem Meisterschaftslauf blieb ihm verwehrt.
Einige Male war Marion Speer auch in Europa am Start. Zweimal, 1984 und 1985, nahm er am 24-Stunden-Rennen von Le Mans teil. Beide Einsätze endeten mit einem Ausfall.

## Statistik

### Le-Mans-Ergebnisse
| Jahr | Team                | Fahrzeug     | Teamkollege  | Teamkollege     | Platzierung | Ausfallgrund |
| ---- | ------------------- | ------------ | ------------ | --------------- | ----------- | ------------ |
| 1984 | Pegasus Racing Ltd. | March 84G    | Ken Madren   | Wayne Pickering | Ausfall     | Motorschaden |
| 1985 | Christian Bussi     | Rondeau M482 | Jack Griffin | Christian Bussi | Ausfall     | Aufhängung   |

### Sebring-Ergebnisse
| Jahr | Team               | Fahrzeug         | Teamkollege    | Teamkollege     | Platzierung | Ausfallgrund    |
| ---- | ------------------ | ---------------- | -------------- | --------------- | ----------- | --------------- |
| 1977 | Race Car           | Porsche 911S     | Windle Turley  |                 | Rang 14     |                 |
| 1978 | Race Car Ent.      | Porsche 911S     | Windle Turley  |                 | Rang 25     |                 |
| 1980 | Moran Construction | Porsche 911      | Ray Ratcliff   | Terry Wolters   | Rang 35     |                 |
| 1981 | Z & W Enterprises  | Mazda RX-7       | Eddy Joosen    | Dirk Vermeersch | Rang 8      |                 |
| 1982 | JLP Racing         | Porsche 935JLP-2 | Charles Mendez | Terry Wolters   | Rang 3      |                 |
| 1983 | Pegasus III Racing | Porsche 935JLP-2 | Ray Ratcliff   | Ken Madren      | Ausfall     | Motorschaden    |
| 1984 | Pegasus Racing     | Porsche 935JLP-2 | Jack Griffin   |                 | Ausfall     | Getriebeschaden |